# 미카와정 (구마모토현)
미카와정(일본어: 三加和町)은 일본 구마모토현 북부에 있던 정이다, 2006년 3월 1일, 인접한 기쿠스이정과 대등합병해 나고미정이 되었다.

## 역사
- 1955년 4월 1일 - 가미오촌,  미도리촌, 하루도미촌이 대등합병해 미카와촌이 성립하였다.
- 1968년 11월 1일 - 미카와촌이 정으로 승격해, 미카와정이 되었다.
- 2006년 3월 31일 - 기쿠스이정과 합병해 나고미정이 되어 소멸하였다.

## 교통

### 도로
- 규슈 자동차도
- 국도 443호선

## 출신유명인
- 가나구리 시조 (마라톤 선수)

## 참고 문헌
- 角川日本地名大辞典編纂委員会, 『角川日本地名大辞典 43 熊本県』1987, 角川書店